# Le Charivari
Le Charivari va ser un periòdic satíric francès publicat de 1832 fins al 1937 a París; diàriament des de 1832 fins a 1936, i setmanalment fins a l'any 1937, i on apareixen caricatures, vinyetes polítiques i assajos crítics. El 1835, el govern francès va prohibir la realització de caricatures polítiques i Le Charivari va enfocar-se en la composició de sàtires sobre temes de la vida diària.
Per d'evitar riscos financers per multes de censura que ja havien causat el tancament del periòdic antimonàrquic La Caricature, el caricaturista Charles Philipon i el seu cunyat Gabriel Aubert van decidir fundar el seu propi periòdic, Le Charivari, amb un enfocament humorístic i sense contingut polític. Va canviar sovint de propietaris al llarg dels anys, a causa de la censura, les multes i els impostos.
El 1841, el gravador anglès, Ebenezer Landells, amb Henry Mayhew, va prendre com a model a Le Charivari per a la creació de la seva revista Punch, que tenia com a subtítol «The London Charivari».